# Kladrubhäst
Kladrubhästen (äv. kladruber) har sitt ursprung i det tjeckiska stuteriet i Kladrub efter vilket rasen har fått sitt namn. Hästarna är högväxta och majestätiska körhästar som numera även används till ridning.

## Historia
Kladruberhästarna utvecklades vid Kladrubstutieriet i Tjeckien under 1700-talet. Stuteriet grundades år 1579 i dåvarande Kungariket Böhmen av kejsar Rudolf II, och är därmed ett av världens äldsta fortfarande verksamma stuterier. Men sedan 1600-talet och än idag är stuteriet under tjeckisk ledning. 
Målet med uppfödningen av Kladrubern var att få en ståtlig körhäst som skulle användas vid högtidliga ceremonier och för att dra riktigt tunga vagnar. Basen var importerade spanska hästar som Andalusier och även italienska hästraser och tyngre tjeckiska kallblodshästar som korsades med hästar som man importerade från Danmark, och Irland. Även fler tyska varmblodshästar som Holsteinare och Oldenburgare importerades och korsades in i hästarna. De första hästarna utvecklades för att dra stora och tunga vagnar vid kungliga ceremonier, oftast i fyr- eller sexspann.  De första hästarna fanns även i flera olika färger. Detta valde uppfödarna dock att avla bort genom att strikt hålla sig till ett program med 18 vita ston och 18 svarta hingstar, vilket uteslöt alla färger utom skimmel och svart. Detta för att få hästarna att se mer enhetliga ut när de drog vagnarna. Även vita Lipizzanerhästar importerades och korsades in i hästarna vilket både fastställde färgen och typen. 
Under Sjuårskriget (1756–1763) evakuerades stuteriet för att rädda hästarna och de flesta hästarna fördes till Slovakien eller Ungern. På grund av en brand i stuteriet år 1757 brann även 200 års dokumentation av Kladrubstuteriets avel. Därför står enbart 6 hingstar som grund i den nya stamboken även om dessa hingstar inte var de första i rasen. 
- Pepoli var en gråskimmel som var far till den vita hingsten Generale, född 1787 och som ansågs vara stamfadern till alla vita Kladruberhästar.
- Maestoso och Favory, båda födda på Kladrubstuteriet, var två av de 6 vita Lipizzanerhingstar som blandades in i rasen. Favorys avkommor togs tillbaka till Kladrub efter Andra världskriget för att ytterligare förbättra stammen.
- Barzoi och Legion var två hingstar av rasen Orlovtravare som importerades från Ryssland efter de båda världskrigen för att förbättra rörelserna hos hästarna.
- Rudolfo var en Lusitanohingst från Portugal som importerades och korsades in i Kladruberhästarna efter Andra världskriget.

De mest inflytelserika svarta hingstarna var Sacromoso och Napoleone som föddes på Slatinany stuteri. På grund av att aveln bedrevs på två olika sätt och på två olika stuterier så blev det även vissa skillnader i utseende hos de vita och de svarta. De vita var ofta mer fullblodslika och högre än de svarta hästarna medan de svarta hästarna blev tyngre med lite kraftigare huvud. 

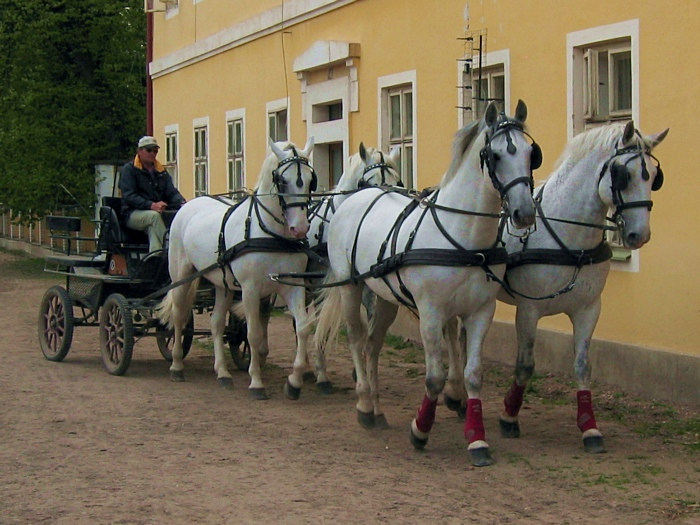
Ett fyrspann med vita Kladruberhästar är ingen ovanlig syn bland Kladruber-uppfödare

1930 bestämdes det dock att den svarta hjorden skulle säljas av. De flesta såldes till slakterier för köttproduktion och stamboken skrevs om. Några få hästar sparades dock och uppfödare har börjat avla på dessa hästar igen vid det nyuppstartade stuteriet i Slatinany. Idag räknas denna hästras till barockhästarna.

## Egenskaper
Kladrubhästen är en ståtlig, majestätisk vagnshäst med stora, fina rörelser och har också stora likheter med Lipizzanaren och den andalusiska hästen. Kladruberhästarna är lugna, uthålliga och snabba draghästar som tävlas i körning på elitnivå. Ibland korsar man hästarna med lättare raser för att få lämpligare ridhästar, som används mycket i dressyr på grund av de fina rörelserna. 
Kladrubhästen har en idealhöjd på 163–175 cm och är nästan uteslutande gråskimmel. Ett litet bestånd av svarta hästar finns i stuteriet i Slatinany. Kladruberhästarna har långa, starka ryggar, en lång och muskulös, svanlik nacke med ett huvud som är majestätiskt med utåtbuktande nosprofil. Man och svans är oftast tjock. Rasen är en utomordentlig vagnshäst med en imponerande skritt och en trav med hög knäaktion. 

## Kladruber i Sverige
Stiftelsen för den beridna högvakten köpte år 2005 in sin första Kladruber, 5568 Generale Consula XLVIII – 50, "Nils".  År 2013 finns det sex Kladruber hos Beridna Högvakten, som går som trumpethästar i Livgardets DragonmusikKår (tidigare Livgardets Dragontrumpetarkår). Hästarna är dock väldigt ovanliga idag.